# Борушок Назар Ігорович
Назар Ігорович Борушок (нар. 22 березня 1992 с. Клубівці) — український актор театру та кіно. Волонтер. Засновник модельного агентства «RED CARPET agency». Один із засновників всеукраїнської громадської організації Конституційно Правовий Конгрес. Військовослужбовець, розвідрота управління   241 окремої бригади (ОБР ТрО)

## Життєпис
У 2009 році закінчив Клубівецьку ЗОШ. З 2009 по 2013 роки навчався у Прикарпатському університеті ім Стефаника на економічному факультеті.
Період з 2012 по 2013 роки — голова молодіжного крила партії «Удар» в Івано-Франківській області.
У 2017-у закінчив університет ім. Карпенка-Карого, акторський факультет (художній керівник — Леонід Остропольський).
Багаторазовий призер чемпіонатів України з бодібілдингу, призер чемпіонату світу серед юніорів «NABBA WORLD CHAMPIONSHIPS Malta 2010», чемпіон Європи по жиму штанги 2013, Кандидат у майстри спорту України по жиму штанги.
Грає в театрі, знімається в кіно та серіалах.

## Творчість

### Роботи в театрі
- «Украдене щастя» за п'єсою Івана Франка — Михайло Гурман
- «Татуйована Троянда» Теннессі Вільямса — отець Де Лео
- «Який сум кінець алеї» Резо Габріадзеа — Саша
- «Як вам це сподобається» Вільяма Шекспіраа — Орландо
- «Майстер і Маргарита» за романом Михайла Булгаковаа — Воланд
- «Посттравматична рапсодія» Дмитра Корчинського — Сашко
- «Кафе „Республіка“» Богдана Гнатюка — Харитон[1][2]
- 2018 — «Віденська кава» Дмитра Корчинського; реж. Ігор Марусяк — Адольф
- 2020 — «Украдена краса» Богдана Гнатюка; реж. Богдан Гнатюк — Ігор
- «В. О.П.» Дмитра Корчинського — Вінчик
- «Ахілес із Запоріжжя» Богдана Гнатюка — Тарас
- «Після» Дмитра Корчинського — Депутат

### Фільмографія
- 2018 — Вечірка (серіал) — Богдан
- 2018 — Посттравматична рапсодія — Сашко
- 2021 — Замок — Петро
- 2021 — Шлях Поколінь — Назар